# Kāygān
Kāygān (persiska: كايكان, كَيگَن, Kāykān, Gāyekān, Gāygān, گايِكان, کایگان, گايگان) är en ort i Iran.   Den ligger i provinsen Lorestan, i den centrala delen av landet, 290 km sydväst om huvudstaden Teheran. Kāygān ligger 2 298 meter över havet och antalet invånare är 836.
Terrängen runt Kāygān är kuperad norrut, men söderut är den platt. Runt Kāygān är det ganska glesbefolkat, med 29 invånare per kvadratkilometer. Närmaste större samhälle är Alīgūdarz, 14,3 km väster om Kāygān. Trakten runt Kāygān består i huvudsak av gräsmarker.